# Líbano en los Juegos Olímpicos de Barcelona 1992
Líbano estuvo representado en los Juegos Olímpicos de Barcelona 1992 por un total de 12 deportistas masculinos que compitieron en 7 deportes.
El equipo olímpico libanés no obtuvo ninguna medalla en estos Juegos.